# Енох
Енох в религията е син на Иаред, праотец на Ной и потомък на първия човек Адам.

## Библия
Според Библията, когато Енох навършва 365-годишна възраст, поради благочестието си е взет от Бога на небето (Битие, 5:24, Послание до евреите 11:5). Така той, заедно с друг старозаветен пророк – Илия, е един от двамата човеци, които не са вкусили смърт. В есхатологичните представи на някои християнски и юдейски общности, преди Второто пришествие, респ. идването на Месия, Енох и Илия трябва отново да дойдат на този свят, където ще загинат чрез мъченическа смърт. В неканоничните книги на Енох, той свидетелствал за падението на част от ангелите и за тяхното наказание.
Енох се появява в Книгата на Битие и на Петокнижиетокато седми от десетте патриарси преди потопа. Битие разказва, че всеки от предпотопните патриарси е живял няколко века. Битие 5 предоставя генеалогия на тези десет фигури (от Адам до Ной), като предоставя възрастта, на която всеки е родил следващата, и възрастта на всяка фигура при смърт. Мнозина считат Енох за изключение, за когото се казва, че „не вижда смърт“ (Евреи 11: 5). Освен това в Битие 5: 22 – 24 се казва, че Енох е живял 365 години, след което "отиде при Бога и не се върна повече". Не е казано обаче, че е умрял. В книгата на Летописите (Летописи 1:3) той е изброен сред първите патриарси. Препратки в Книгата на Еноха показват, че той е бил въздигнат на небето с огнена колесница, а според Кабала той е превърнат в ангелоподобното същество Метатрон и въздигнат до наместник на Бог. 

## Ислям
В исляма Енох (арабски: أَنُوخ, латинизиран: nAnūkh) обикновено се отъждествява с Идрис, например от Историята на тълкуването на Ал-Табари и Златните поляни. Коранът съдържа 2 препратки към Идрис: стих номер 85 в сура Ал-Анбия (Пророците) и стихове 56 – 57 в сура Мариам.
(Пророците, 21:85): „И същото благословение беше дадено на Исмаил, Идрис и Зул-Кифл, защото всички те практикуваха твърдост.“
(Мери 19: 56 – 57): „И помнете Идрис в Книгата; той наистина беше много правдив, пророк. И ние го издигнахме до възвишена станция“.
Идрис е тясно свързан в мюсюлманската традиция с произхода на писането и други технически цивилизационни изкуства, включително изучаването на астрономически феномени, за които Енох е признат в Завета на Авраам. Независимо от това, въпреки че някои мюсюлмани гледат на Енох и Идрис като на един и същ пророк, докато други не го правят, много мюсюлмани все още почитат Енох като един от най-ранните пророци, независимо от това, което гледат.

## Апокрифи
В апокрифната литература съществуват няколко произведения, приписвани на Енох:
- Първа книга „Енох“
- Втора книга „Енох“, или „Тайните на Енох“ – запазена е в старобългарски превод
- Трета книга „Енох“